# Danijel Popović
Daniel is de artiestennaam van Milan Popović, een Montenegrijnse-Kroatische zanger.
Hij werd geboren in Titograd, Montenegro en verhuisde in 1977 naar Zagreb om een muzikale carrière uit de grond te stampen.
In 1975 nam hij onder zijn echte naam deel aan Jugovizija en een jaar later in de groep Entuzijasti maar beide keren kon hij niet winnen.
In 1983 won hij Jugovizija met het lied Dzuli (Julie) en mocht zo naar het Eurovisiesongfestival voor Joegoslavië. Zijn overwinning kwam nogal onverwacht in het land maar hij bewees zich gelukkig door 4de te eindigen in München en de beste plaats voor het land te behalen tot dan toe. Het lied werd ook een dikke hit in Joegoslavië, zijn album ging 717 000 keer over de toonbank en de single bijna 81 000 keer.
Zoals zovele deelnemers aan het songfestival kon hij zijn succes niet verzilveren, hij had nog wel een hit, maar meer ook niet.
Tijdens de oorlog bleef hij in Kroatië wonen zodat zijn carrière niet geschaad werd, maar het kwaad was al geschied en hij zonk weg in anonimiteit.
In 2001 nam hij nog deel aan een festival in Herceg Novi maar dat was niet echt een succes. Hij verhuisde terug naar Montenegro in de hoop daar meer succes te hebben.
In augustus 2005 beschuldigde zijn ex-vrouw Sandra hem van misbruik, hij zou erg jaloers zijn en ze moest met hun zoon Dominik wegvluchten uit Podgorica, hij zou ook verantwoordelijk zijn voor twee miskramen van haar.
1961: Ljiljana Petrović · 
1962: Lola Novaković · 
1963: Vice Vukov · 
1964: Sabahudin Kurt · 
1965: Vice Vukov · 
1966: Berta Ambrož · 
1967: Lado Leskovar · 
1968: Luciano Kapurso & Hamo Hajdarhodžić · 
1969: Ivan & 3M · 
1970: Eva Sršen · 
1971: Krunoslav Slabinac · 
1972: Tereza · 
1973: Zdravko Čolić · 
1974: Korni · 
1975: Pepel in Kri · 
1976: Ambasadori · 
1981: Seid Memić-Vajta · 
1982: Aska · 
1983: Danijel Popović · 
1984: Vlado & Izolda · 
1986: Doris Dragović · 
1987: Novi Fosili · 
1988: Srebrna Krila · 
1989: Riva · 
1990: Tajči · 
1991: Bebi Dol · 
1992: Extra Nena
- Gemeinsame Normdatei: 135165741
- MusicBrainz: 7c9884f6-9928-4072-9f42-f5a4bc23b528
- Nationale Bibliotheek van Tsjechië: mzk2015881257
- Virtual International Authority File: 54951179